# Перепелиця (рід птахів)
Перепелиця (Callipepla) — рід птахів родини Токрові (Odontophoridae). Поширені в Новому Світі.

## Види
- Рід Callipepla
  - Callipepla californica — перепелиця каліфорнійська
  - Callipepla douglasii — перепелиця жовточуба
  - Callipepla gambelii — перепелиця жовтогруда
  - Callipepla squamata — перепелиця строкатобока